# Desa Tanahbaru (administrativ by i Indonesien, lat -6,02, long 107,12)
Desa Tanahbaru är en administrativ by i Indonesien.   Den ligger i provinsen Jawa Barat, i den västra delen av landet, 40 km nordost om huvudstaden Jakarta.